# 理大圍城
《理大圍城》（英語：Inside the Red Brick Wall）是片長約88分鐘的香港紀錄片，紀錄於2019年11月在香港理工大學紅磡校區發生有關反對逃犯條例修訂草案運動的大規模警民衝突。此紀錄片獲得阿姆斯特丹國際紀錄片電影節的「最佳剪接獎」及香港電影評論學會大獎「最佳電影獎」，並被第十二屆台灣國際紀錄片影展（TIDF）選為開幕片。2021年5月6日，本片與《佔領立法會》一起獲得第12屆台灣國際紀錄片影展華人紀錄片獎。

## 製作人員
這紀錄片由多位紀錄片工作者拍攝完成，因防範被抓捕，他們都隱藏真實姓名，匿名為「香港紀錄片工作者」（Hong Kong Documentary Filmmakers）。為免家人擔心，他們甚至不會告知家人，並準備一旦獲獎，亦只會請發行商「影意志」代為領奬及發表感謝辭。

## 內容
《理大圍城》以時間為序推進，紀錄了2019年11月香港理工大學衝突中多個重要時刻和抗爭者的心理掙扎。包括11月17日警方包圍和封鎖校園，校園外警方出動水炮車及銳武裝甲車射向示威學生，示威者則投擲汽油彈及磚塊還擊作為回應；11月18日清晨警方特別戰術小隊攻入大學正門，示威者焚燒大學入口路障的場面，示威者嘗試離開校園，但催淚彈逼退和被警員流血制服的場面。其後示威者希望透過九龍「開花」，以「圍魏救趙」方式分散警方力量，但最後有大量傷者和市民被捕。到11月18日晚上，一批中學校長到理大游說示威者離場，引起示威者猶豫不決。當校長配同部分學生從大樓梯離開時，被幾位示威者指罵是「教畜」，指學生未來前途或可能毀於這些校長和教師手上。當中也有示威者希望能透過下水道逃出，但最後也因「手足」化學知識不足而放棄。其後示威者面對食水和糧食不足，校園環境情況變得越來越惡劣等問題。最後在恐懼和無力感低下，只能被迫離開並被捕。

## 事件
《理大圍城》一齣紀錄片，紀錄於2019年11月在香港理工大學發生的社會事件：2019年11月，在反對逃犯條例修訂草案運動期間，示威者與香港警方在香港理工大學周邊爆發大型衝突，11月17日，有大批示威者被香港警方包圍在校園內，警方斷水斷糧、封鎖大學各出入口及並不准其他市民接近，包圍事件直至11月28日才結束，大批示威者被拘捕。
2020年1月10日至22日，第十三屆香港獨立電影節舉行，《佔領立法會》及《理大圍城》在電影節中首映。

### 電檢局要求評為「三級電影」
2020年7月，《港區國安法》通過之後，《佔領立法會》及《理大圍城》等紀錄片在香港上映時遭受到電檢局的细致审查。《理大圍城》原定於2020年9月21日及22日的晚上7時45分在香港藝術中心古天樂電影院上映，電檢處先要求在紀錄片前加上「根據現行法例可能會構成刑事罪行」及「部分內容或評論亦可能未獲證實或有誤導成分」等警告字句。在9月21日上影前兩小時，發行商影意志影院才收到電檢處發出的證明書，因電檢處再商量后决定將《理大圍城》評為「第III級」電影，禁止18歲以下人士觀看，發行商需臨時提供退票安排。

### 電檢局損壞送檢DVD
送審到電檢處的DVD被弄成碎片，「影意志」對此表示極為震驚，指出處方沒有詳細解釋DVD損壞的原因及經過。電檢處辯稱是員工「不小心」導致，該事件使網民感到憤怒，認為「根本像是恐嚇信」和「小學雞」等幼稚行為。

### 放映被建制派媒體批評 最後停播
2021年3月，高先電影院本來安排在3月15日晚上8時及3月21日晚上9時半放映兩場《理大圍城》。3月11日，更有約70人於戲院門外排隊購買該紀錄片的戲票，但《文匯報》社評指摘該紀錄片散播「仇視國家情緒」，違反《電影檢查條例》及《港區國安法》，促請電檢處禁播。3月15日，高先電影院突然發出通知，取消放映，原因是「避免引起不必要的誤會」。
3月17日，香港藝術中心亦宣佈臨時取消原定於3月16日至18日一連三場的《理大圍城》補場放映會，藝術中心表示這是個「非常困難的決定」。

### 獲選為台灣國際紀錄片影展揭幕片
第12屆TIDF台灣國際紀錄片影展將於2021年4月30日至5月9日舉行，展映地點包括台北新光影城、光點華山電影館、空總台灣當代文化實驗場。《理大圍城》獲選為該影展的揭幕片。

## 獲獎
2020年11月27日，《理大圍城》獲得阿姆斯特丹國際紀錄片電影節（IDFA）的「最佳剪接獎」，評審報告指此片「透過其書寫與剪輯質素，這電影成了一個關於弱小群體勇敢面對強大掌權者的普世故事。」。
2021年1月，《理大圍城》獲得第二十七屆香港電影評論學會大獎「最佳電影獎」，評論學會稱讚《理大圍城》製作團隊以冷靜理性的態度，突顯抗爭者被圍困下的徬徨與掙扎，呈現抗爭運動的悲壯一頁，敍事與美學兼備，使香港紀錄片邁向新境界。
2021年10月，《理大圍城》獲得山形國際紀錄片電影節國際競賽單元之「羅伯及法蘭西斯佛萊厄提獎」（The Robert and Frances Flaherty Prize），為該電影節最大獎項，過去三十多年從無香港電影奪得。